# Владимир Пиштало
Владимир Пиштало (Сарајево, 8. мај 1960) српски je књижевник и амерички универзитетски професор. Тренутни је управник Народне библиотеке Србије.

## Биографија
Рођен је у Сарајеву 8. маја 1960. године у породици Боривоја Пиштала, универзитетског професора, и Мирјане Пиштало (рођене Вуковић), професорке. Основну школу завршио је у Краљеву (1966–1970) и Београду (1970–1974). Гимназију (1974–1979) је завршио у Београду. Студирао је на Правном факултету у Београду и на Правном факултету у Сарајеву, где је дипломирао у јануару 1985. Године 1993. мигрирао је у САД, а 1995, као „странац изузетних способности”, постао је „стални резидент” САД. Одбранио магистарски рад из области социологије уметности у јулу 1995, те докторску дисертацију из историје питања о три идентитета српских исељеника (српском, америчком и југословенском) у децембру 2000. на Универзитету Њу Хемпширу у САД.

### Каријера
Пре него што је отпутовао у Сједињене Америчке Државе 1993, радио је као уредник у часопису Књижевна реч (1986–1990), уредник културне рубрике Железничких новина (1987–1992), уредник у магазину Дело (1990–1992) и активно и критички коментарисао крвави распад Југославије у својој колумни у часопису Време.
У САД радио је као вођа пројекта Одрживи развој и култура на Институту за одрживи развој Универзитета у Њу Хемпширу, Дурам, (1996–2000). Био је предавач америчке, руске и светске историје на Универзитету у Новом Хемпширу, Дурам, (1997–2002). На приватном Бекер колеџу, у Вустеру, Масачусетс, био је професор америчке и светске историје (2002–2020). На седници Владе Србије 4. фебруара 2021. именован је за вршиоца дужности управника Народне библиотеке Србије, а од децембра 2021. је управник Народне библиотеке Србије. Као управник Народне библиотеке Србије, залаже се за обнову Библиотеке на Косанчићевом венцу.

### Књижевни рад
Објавио је прву причу у Књижевном магазину 1978. кад му је било 18 година и прву књигу 1981. кад је имао 21 годину. Као студент постаје ко-оснивач књижевне групе Београдска Мануфактура Снова. Објавио је 15 књига у жанровском распону од поетске прозе до романа. Његова најпознатија дела су романи Тесла, портрет међу маскама, Миленијум у Београду и Венеција и она се преводе, или су већ преведена, на више светских језика. Роман Тесла, портрет међу маскама има чак 16 превода, а Миленијум у Београду 7 превода. Француски превод романа Миленијум у Београду био је у најужем избору за престижну годишњу награду „Фемина“ за најбољи преведени роман на француском језику за 2008. годину. Миленијум у Београду заокружује измене књижевног става и прозног рукописа које су започеле још почетком 90-тих књигом Крај века. Његов роман Сунце овог дана: писмо Андрићу, за веома кратко време постао је кључан за разумевање дела Владимира Пиштала. Написао је дело које говори истовремено о Србији и Америци, разумевању света писања и видљивог света.

### Остале активности и чланства
- Председник Културног форума Европског покрета Србије (2020 – до данас).
- Уредник пројекта приказа књига америчког часописа Serbian Studies (2019 – до данас).
- Координатор тима Нортистерн универзитета „Дијалог цивилизација: социјални конфликт на Балкану“ (2010 – до данас).
- Сарадник у културним програмима ТВ Београд 1991–1993.

## Награде
- Савезна књижевна награда СФР Југославије, за књигу приповедака Ноћи, 1987;
- Награда „Милош Н. Ђурић”, за превод књиге сабраних песама Чарлса Симића Хотел Несаница, 1994;[10]
- Октобарска награда Града Београда, за роман Миленијум у Београду, 2000;
- НИН-ова награда, за роман Тесла, портрет међу маскама, за најбољи роман године у 2008;[11]
- Награда „Златни бестселер“, за најпродаванију књигу у Србији, за роман Тесла, портрет међу маскама, 2009;
- Награда за најбољу књигу у мрежи јавних библиотека Србије, за роман Тесла, портрет међу маскама, за 2009;[12]
- Награда „Златни бестселер“, за најпродаванију књигу у Србији, за роман Венеција. 2011;
- Награда „Кочићево перо”, за роман Венеција, за 2012;[13]
- Награда „Мома Димић”, за роман Венеција, за 2010/2011;[14]
- Награда „Григорије Божовић”, за роман Сунце овога дана: писмо Андрићу, за 2017;[15]
- Награда „Меша Селимовић”, за књигу есеја Значење џокера, за 2019;[16]
- Награда „Тодор Манојловић”, за модерни уметнички сензибилитет, 2020.[17]
- Награда „Теодор Павловић”, за животно дело, 2022.[18][19]
- Награда „Борисав Станковић”, за целокупни књижевни опус, 2023.[20]
- Награда „Златна књига Библиотеке Матице српске”, 2023.[21]
- Награда „Бескрајни плави круг”, за роман Песма о три света, 2023.[22]
- Награда „Др Шпиро Матијевић”, за роман Песма о три света, 2024.[23]
- Награда „Прозарт”, 2024.[24]
- „Прстен деспота Стефана Лазаревића”, 2024.[25]

## Дела

### Књиге поетске прозе
- Сликовница, Књижевна омладина Србије, Београд 1981; COBISS.SR-ID - 40892679[мртва веза]
- Noći, Svjetlost, Sarajevo 1986; COBISS.SR-ID - 41472519[мртва веза]
- Manifesti, Prosveta, Beograd 1986; COBISS.SR-ID - 28490759[мртва веза]
- Kraj veka, Prosveta, Beograd 1990; COBISS.SR-ID - 1022476[мртва веза]
- Korto Malteze, Vidici, Beograd 1987. CYR COBISS.SR-ID - 512235937[мртва веза]

### Збирке прича
- Vitraž u sećanju, Vreme knjige, Beograd 1994; COBISS.SR-ID - 82377991[мртва веза]
- Priče iz celog sveta, Stubovi kulture, Beograd 1997; COBISS.SR-ID - 162352135[мртва веза]
- Aleksandrida, Stubovi kulture, Beograd 1999. COBISS.SR-ID - 150114311[мртва веза]
- O čudu, Narodna knjiga – Alfa, Beograd 2002. COBISS.SR-ID - 181666567[мртва веза]

### Романи
- Milenijum u Beogradu,  Narodna knjiga, Beograd 2000; COBISS.SR-ID - 2319219[мртва веза]
- Тесла, младост, Народна књига – Алфа, Београд 2006; COBISS.SR-ID - 1024005507[мртва веза]
- Tesla, portret među maskama, Agora, Zrenjanin 2008; COBISS.SR-ID - 1024056731[мртва веза]
- Venecija, Agora, Zrenjanin 2011 COBISS.SR-ID - 512288676[мртва веза]
- Sunce ovog dana: pismo Andriću, Agora, Zrenjanin – Novi Sad, 2017. COBISS.SR-ID - 314161415[мртва веза]
- Pesma od tri sveta, Agora, Zrenjanin – Novi Sad, 2023.[26]

### Збирка есеја
- Značenje džokera, Agora, Zrenjanin – Novi Sad 2019. COBISS.SR-ID - 328322567[мртва веза]

### Остало

#### Заступљен у зборницима и антологијама
- Бедекер сумње: 13 савремених прозних писаца, Београд 1997; COBISS.SR-ID - 125331975[мртва веза]
- Београд: антологија прича, Нови Сад 1997; COBISS.SR-ID - 125915655[мртва веза]
- Улица дивљих кестенова, Нови Сад 1997; COBISS.SR-ID - 128852999[мртва веза]
- The Man Who Ate Death: An Anthology of Contemporary Serbian Stories, Belgrade 2003; COBISS.SR-ID - 106679308[мртва веза]
- Priče iz rasejanja, Beograd 2014; COBISS.SR-ID - 212056844[мртва веза]
- Савремени човек и савремени свет 3, Нови Сад 2017. COBISS.SR-ID - 322063367[мртва веза]

#### Превео
Чарлс Симић, Хотел Несаница, Књижевна општина Вршац 1994 – (с енглеског језика) COBISS.SR-ID – 173131783

#### Приредио
- Almanah Beogradske Manufakture Snova, Beograd 1988; COBISS.SR-ID – 1122055[мртва веза]
- Almanah Beogradske Manufakture Snova 2, Beograd 1989; COBISS.SR-ID – 512246676[мртва веза]
- Almanah Beogradske Manufakture Snova. 3, Beograd 1992. COBISS.SR-ID – 68790023[мртва веза]

Нова издања књига Владимира Пиштала објављују се у Издавачкој кући „Агора“ у едицији Изабрана дела Владимира Пиштала.

## Преводи дела Владимира Пиштала
- Manifestes, N&B, Balma 1997 – превела на француски Миреј Робен (Mireille Robin); COBISS.SR-ID – 57662732[мртва веза]
- Millénaire à Belgrade, Phébus, Paris 2008 – превели на француски Љиљана Ибнер Фузеље и Рејмон Фузеље (Ljiljana Huibner-Fuzellier et Raymond Fuzellier); COBISS.SR-ID – 151823116[мртва веза]
- Millennio a Belgrado, Gremese, Roma 2010 – превео на италијански Стефано Андреа Крести (Stefano Andrea Cresti); COBISS.SR-ID – 219388940[мртва веза]
- Никола Тесла: портрет среди масок, Азбука-классика, Санкт-Петербург 2010 – превела на руски Василија Соколова (Василия Соколова); COBISS.SR-ID - 293883399[мртва веза]
- Милениум в Белград, Унискорп, София 2011 – превела на бугарски Русанка Љапова (Русанка Ляпова), COBISS.SR-ID – 225134604[мртва веза]
- Millennium in Belgrad, Dittrich, Berlin 2011 – превели на немачки Нели и Румен Еверт (Nellie und Roumen Evert); COBISS.SR-ID – 262807303[мртва веза]
- Tesla: portrét mezi maskami, Luka, Praha 2011 – превела на чешки Павла Хоракова (Pavla Horáková); COBISS.SR-ID – 522847124[мртва веза]
- Тесла, портрет меѓу маски, Македонска реч, Скопје 2011 – превео на македонски Гоце Ристовски; COBISS.SR-ID – 89720842[мртва веза]
- Tesla, portret med maskami, Modrijan, Ljubljana 2012 – превела на словеначки Ђурђa Стрсoглaвeц; COBISS.SR-ID – 264500736[мртва веза]
- Tesla, portrét medzi maskami, Kalligram, Bratislava 2012 – превео на словачки Карол Хмел (Karol Chmel); COBISS.SR-ID – 199067660[мртва веза]
- Tesla, portret între mǎşti, Nemira, Bucureşti 2013 – превела на румунски Маријана Стефанеску (Mariana Ştefǎnescu); COBISS.SR-ID – 201510412[мртва веза]
- Милениум во Белград, Магор, Скопје 2015 – превео на македонски Александар Прокопиев; COBISS.SR-ID – 99378442[мртва веза]
- Tesla: a portrait with masks, Graywolf Press, Minneapolis 2015 – превели на енглески Богдан Ракић и Џон Џефриз (Bogdan Rakić and John Jeffries); COBISS.SR-ID – 225943564[мртва веза]
- Тесла, портрет сред маски, Унискорп, София 2016 – превела на бугарски Асја Тиханова Јовановић (Ася Тихинова-Йованович); COBISS.SR-ID – 1277546724[мртва веза]
- Венеција, Или-или, Скопје 2016 – превео на македонски Виктор Шиков; COBISS.SR-ID – 101773066[мртва веза]
- Millennium in Belgrade, Agora, Zrenjanin – Novi Sad 2018 – превели на енглески Богдан Ракић и Џон Џефриз (Bogdan Rakić and John Jeffries); COBISS.SR-ID – 324875527[мртва веза]
- Сонцето на овој ден: писмо до Андриќ, Везилка, Скопје 2018 – превод на македонски Ристо Лазаров; COBISS.SR-ID – 107555338[мртва веза]
- The tale of Alexander, Agora, Zrenjanin – Novi Sad 2021 – превела на енглески Кристина Прибићевић Зорић (Christina Pribichevich Zoric).COBISS.SR-ID – 37964297[мртва веза]
- Tesla, a portrait with masks, Agora, Zrenjanin – Novi Sad 2021 – превели на енглески Богдан Ракић и Џон Џефриз (Bogdan Rakić and John Jeffries). COBISS.SR-ID – 45138441[мртва веза]

## Галерија
- Роман Тесла, портрет међу маскама са посветом
- Пиштало у Торонту, 2012. године
- Пиштало у Пироту, 2018. године